# René Boulanger
René Boulanger (22 aprile 1895 – 12 agosto 1945) è stato un ginnasta francese.

## Palmarès

### Olimpiadi
- 1 medaglia:
  - 1 bronzo (Anversa 1920 nel concorso a squadre)